# Kurt Lewin
Kurt Lewin (9. září 1890, Mogilno – 12. února 1947, Newtonville) byl americký psycholog německého původu. Je považován za průkopníka, někdy i zakladatele sociální psychologie. Jako jeden z prvních se zabýval studiem skupinové dynamiky. Byl 18. nejcitovanějším psychologem ve 20. století. Je autor pojmu gatekeeping.

## Život
K. Lewin se narodil do židovské rodiny v bývalém Prusku, ve městě Mogilno u Poznaně. Byl jeden ze čtyř dětí. Jeho otec vlastnil malý obchod se smíšeným zbožím a farmu. V roce 1905 se rodina přestěhovala do Berlína, kde Kurt začal studovat medicínu. Později přesel ke studiu biologie. Připojil se k Psychologickému ústavu na univerzitě v Berlíně, kde přednášel a dával psychologické a filosofické semináře. Lewin byl často spojován s počátkem Frankfurtské školy, kde vznikla vlivná skupina z velké části židovských marxistů v Ústavu pro sociální výzkum v Německu. Když se rodina přestěhovala do Berlína, Lewin nastoupil do armády jako voják v první světové válce, z které se vrátil zraněný. Studia zakončil doktorátem na berlínské univerzitě v roce 1916. Následně byl jmenován profesorem psychologie na Humboldtově univerzitě. V roce 1932 přijel hostovat na Stanfordovu univerzitu a o rok později, po nástupu Hitlera emigroval do USA přes Británii a usídlil se v USA trvale, nejdelší období tam strávil na univerzitě v Iowě. Poté působil na Massachusettském technologickém institutu MIT, kde aplikoval svoji teorii pole na sociální činnosti a založil zde výzkumné centrum skupinové dynamiky. V průběhu druhé světové války pomáhal s psychologickou rekonvalescencí obětí války. Lewin zemřel v Newtonville, Massachusetts na infarkt v roce 1947. Byl pohřben ve svém rodném městě. Jeho žena zemřela v roce 1987. Lewin byl podle Gordona Allporta jeden z nejoriginálnějších psychologů 20. století.

## Myšlenky a výzkum
Lewin je považován za vůdčí postavu gestaltpsychologie - obraz světa se vytváří v daný okamžik. Lewinova teorie má topologickou povahu - její pojmy jsou vyjádřeny v prostorových výrazech. Topologie je založena na vztazích celku a části.
Svými koncepcemi člověk – prostředí neovlivnil pouze sociální psychologii, ale i formování ekologické psychologie. Dynamický přístup, který prosazoval se snaží o výklad člověka jako živoucího systému usilujícího o rovnováhu, jeho zájem je soustředěn na procesy, jimž se rovnováha obnovuje. Životní prostor je chápán jako celistvý systém, který je dynamický tj. neustále v pohybu a dochází zde k interakci mezi strukturami, které můžeme v systému rozlišit, tj. hlavně interakce jedince a prostředí, které tvoří další lidé respektive skupina, ve které se jedinec nachází. Jedinec má své potřeby, motivy a cíle, které jsou vnitřními zdroji pohybu, dále vnější podněty a usilování o rovnováhu, určující směřování jedince, které vede k uspokojení, neuspokojení, změně směru pohybu a konfliktu. Z toho vyplývá, že jedinec je v neustálé interakci s prostředím a je jím utvářen. Všechen tento pohyb probíhá v dynamickém poli.
Jeho práce je velice významná na poli skupinové dynamiky, která způsobila že se pojem skupiny a skupinového dění stal pro psychology přijatelný. Skupina se začala chápat jako něco, co se vyznačuje vlastními charakteristikami, kde jednání jednotlivce je závislé, nebo silně ovlivněné členy ze skupin, do kterých patří. Skupina je dynamický celek, kde se změna v jedné části projeví změnami v celé struktuře. V prvních letech výzkumů na skupinové procesy, mnoho psychologů odmítalo realitu skupinových jevů. Tvrdili, že skupiny neexistovaly jako vědecky platné entity. Lewin odůvodnil existenci skupin pomocí výroku „Celek je větší než součet jeho částí“. Domníval se, že vytvořením skupiny vzniká jednotný systém se speciálními vlastnostmi, které nelze pochopit pouze z vyhodnocení jednotlivých členů. Nakonec získal podporu od psychologů a sociologů, kteří pochopili význam této vznikající oblasti. Studium skupinové dynamiky je uplatňována i v dnešní společnosti, kde se obrovský počet profesí, které se týkají například obchodu a průmyslu, klinické nebo poradenské psychologie, sportu a rekreaci, spoléhají na mechanismy v těchto odvětvích
Nejpozoruhodnější Lewinuv příspěvek byl jeho vývoj v komunikační skupině a skupinové dynamice, jako hlavní aspekty komunikační disciplíny. Lewin a jeho výzkumníci přesunuli z již existujícího trendu individualistické psychologie k rozšíření své práce začlenit makro objektiv, kde se zaměřili na „sociální psychologii malé skupinové komunikace“. Ve svém výzkumu v Berlíně, Lewin využil skupinové diskuse, aby ve výzkumu postoupil dál. Kromě skupinových diskusí, se stále více zajímal o členství ve skupině. Byl zvědavý, jaké jsou perspektivy jedince ve vztahu ke skupině, jestli jsou pevné nebo oslabené. Dokonce se snažil přijít na způsob, jakým byla identita postavena z pohledu a perspektiv. To byly začátky, které skončili rozvíjení do skupinového myšlení.
Podle Lewina je potřeba osobnost studovat v rámci skupiny, do které patří.
Malé skupiny jsou významným prostředím člověka, kde se pro něj důležitým zdrojem energie stávají ostatní lidé a vztahy s nimi. Nejdůležitější je rovnováha ve skupině, pro kterou jsou charakteristické: pozitivní vztahy, sociální jednání a skupinová rozhodnutí. Lze pracovat na zlepšení sociální dynamiky.
Pro Lewinovu teorii je charakteristický psychologický přístup. Tvrdil, ze psychologické fenomény by měly být vysvětlovány psychologickými pojmy, avšak ve své teorii se drží fyzikální terminologie. Interakce mezi jedincem a prostředím se odehrává prostřednictvím jedincova chování. Aby bylo možné odvozovat psychologické zákonitosti, je nutné se zaměřit na jednotlivé psychologické procesy, zejména na jejich vnímání. Je důležité pozorovat chování samo o sobě, ne jeho důsledky. Přístupu, kdy je chování člověka ovlivněno jeho psychologickými charakteristikami a zároveň i prostředím, dal Lewin název psychologická ekologie.
Lewinovu teorii pole je možné znázornit jednoduchým vzorcem :
B =f (P, E)
- B = chování
- P = osobnost
- E = psychologické okolí[6]

Jeho rovnice je nejznámější vzorec v sociální psychologii. Když se poprvé představil v knize Principy topologické psychologie (1936), byl v rozporu s nejpopulárnější teorií. Dal totiž důraz na momentální situaci člověka v pochopené jeho nebo jejího chování, než spoléhat výhradně na minulost.
Lewin nikdy neztrácel naději, že sjednotí teoretickou a aplikovanou psychologii. Na konci roku 1920 začal přeměňovat tuto těžce pochopitelnou větev matematiky do podoby pro formální reprezentaci psychických sil v terénu a konkrétních psychologických situací, stejně tak jako strukturu a vnitřní dynamiku.
Po Lewinově smrtni v roce 1947, jeho prestiž dosáhla naprostého vrcholu. Edward Tolman ho nazýval nejdůležitějším myslitelem v historii psychologie hned po Sigmundu Freudovi. Mnoho Lewinových termínů a sloganů vstoupilo do slovní zásoby americké psychologie a později do Evropy, konkrétně do němčiny a dalších jazyků.
Lewinovy individuální postřehy, stejně jako jeho schopnost inspirovat nadané vědce a udělat je úspěšnými v Berlíně, ve Spojených státech, a poté na mezinárodní úrovní jsou ohromné. Můžeme zde uvést například myslitele Browna (1988), který pro zhodnocení skupinového procesu vycházel převážně z teorie polí. Jeho podpora demokracie v USA a jeho optimismus praktického potenciálu sociálních věd, zapůsobil na progresivní segment své disciplíny.
Jeho rané dílo ve filosofii nebylo nikdy přeloženo do angličtiny, a tak zůstává do značné míry neznámé, mimo Německo.
Pro vědce je jeho kariéra příkladem hlubokého spojení moderních společenských věd se sociální praxí. Lewin také ukazuje, jak jeden židovský vědec vytvořil novou vědu, které se odráží od jeho pronásledování v době nacismu